# Comitatul Stanislaus, California
Comitatul Stanislaus se află situat central în statul California, SUA între orașele Stockton și Fresno. De când au crescut chiriile în regiunea golfului San Francisco, în comitat a crescut cosiderabil numărul navetiștilor. Comitatul a luat ființă în anul 	1854, ocupă o suprafață de 3.923 km² din care 54 km² este apă. La recensământul din 2000, comitatul avea 	446.997 loc. cu o densitate de 115,5 loc./km². Centrul administrativ al comitatului se află la Modesto.